# 연가 (연호)
연가(延嘉)는 삼국시대의 연호로 533년에서 539년에 이르는 고구려 안원왕의 연호로 추정된다.

## 개요
1963년 경남 의령군에서 발굴된 금동연가7년명여래입상 광배(光背)의 명문에서 발견되었다. 명문에는 ‘延嘉七年’이라는 연호와 ‘기미(己未)’라는 간지가 기록되어 있다. 유물의 출토지는 경상남도 지역이지만 명문에 고구려의 작품임이 확실하게 기록되어 있어 연가 연호도 고구려의 연호임이 분명하다. 불상의 양식 및 고구려의 불교 전래를 통해 안원왕의 연호로 보는 것이 일반적이다. 그러나 이 경우 건흥(建興) 연호와 중복되는 문제가 있고, 고구려 불상의 전통이 더 이른 시기일 것으로 보는 견해도 있어 479년 장수왕 시기의 연호로 보기도 한다.

## 같이 보기
- 한국의 연호
- 금동연가7년명여래입상 - 국보 제119호